# 香农·伊扎
香农·伊扎（法語：Shannon Izar，1993年5月8日—），法国女子橄榄球运动员。她曾代表法国七人制国家队参加2016年和2020年夏季奥林匹克运动会七人制橄榄球比赛，获得一枚银牌。